# Nabumetone
La nabumetona es un medicamento antiinflamatorio no esteroideo  que se usa para tratar la inflamación en afecciones como la osteoartritis y la artritis reumatoide. Se recomienda su uso durante el menor tiempo posible.
Los efectos secundarios más frecuentes son dolor abdominal, estreñimiento, mareos, hinchazón, dolor de cabeza, erupciones cutáneas y zumbidos en los oídos, otros efectos secundarios pueden ser problemas renales, infartos, hemorragias gastrointestinales, hipertensión, anafilaxia e insuficiencia cardiaca. El uso durante la última parte del embarazo puede dañar al bebé. Funciona bloqueando COX-1 y COX-2.
El uso médico de la nabumetona se aprobó en Estados Unidos en 1991 . En el Reino Unido, 4 semanas de tratamiento le cuestan al NHS alrededor de 7 libras esterlinas. Esta cantidad en Estados Unidos cuesta alrededor de 26 dólares.